# Heribert C. Ottersbach

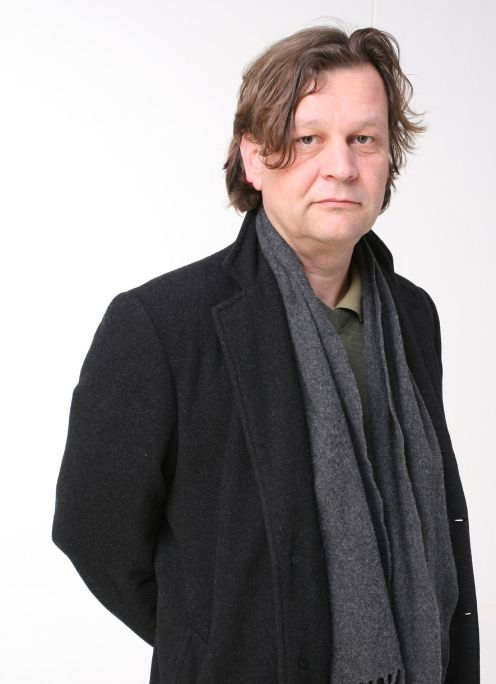
Heribert C. Ottersbach – Porträt von C.V. Dahmen, 2008

Heribert C. Ottersbach (* 28. Juni 1960 in Köln) ist ein deutscher Maler. Er lebt und arbeitet in Leipzig und im Sörmland (Schweden).

## Leben
Von 1979 bis 1983 studierte er freie Kunst an der späteren Köln International School of Design der Fachhochschule Köln und Germanistik und Philosophie an der Universität zu Köln. In den Jahren 1983 bis 1985 hielt er sich zu Studienzwecken und als Stipendiat in Portugal, New York und Paris auf. 1992/93 unterrichtete Ottersbach als Gastprofessor am Centro de Arte e Communicação Visual in Lissabon, 2001 hatte er einen Lehrauftrag an der Hochschule für Grafik und Buchkunst Leipzig. 2003 war er Gastprofessor an der California State University in Los Angeles. 2007 erhielt er den Wilhelm-Loth-Preis der Stadt Darmstadt.
Im August 2009 wurde Ottersbach zum Professor für Malerei und Grafik an die Hochschule für Grafik und Buchkunst Leipzig berufen und übernahm zum Wintersemester 2009/2010 die Nachfolge von Neo Rauch. Von 1982 bis 1987 arbeitete er in einem Atelier in der ehemaligen Stollwerckfabrik in Köln.

## Werk
Ottersbachs figurative, gegenstandsbezogene Malerei hat zwar einen konzeptuellen Ansatz, er ist aber kein Konzeptkünstler, seine Bilder sind keine Thesen. Im Mittelpunkt seines Werkes stehen Fragen nach dem Stellenwert von Kunst, der Bedeutung von Malerei sowie nach der Rolle des Künstlers im gesellschaftlichen Kontext.
Ottersbach setzt sich intensiv mit der Geschichte und den ideologischen, politischen und historischen Implikationen der künstlerischen Moderne auseinander. Er kritisiert das „Anything goes, das Spezialistentum oder immer neue Avantgarde-Attitüden der Moderne“ und fordert stattdessen eine neue Auseinandersetzung in den bildenden Künsten. Es geht ihm um die Verteidigung der Malerei der Gegenwart gegenüber einer „Unterhaltungsmalerei – die sich dann auch noch als Avantgarde geriert“. Dabei widerspricht Ottersbach dem Theorem, dass die Kunst mit dem Ende des ideologischen Zeitalters nach 1989 orientierungslos geworden sei. Vielmehr sei die Zeit danach als neue Freiheit zu werten, die begriffen und genutzt werden sollte. Er will herausfinden, was nach der formalen und inhaltlichen Restriktion der klassischen Moderne wieder in die Malerei eingebracht werden kann. Dem Diktum, wonach Weniger mehr sei, setzt er entgegen „Weniger ist nicht länger mehr“. Für Ottersbach ist die Malerei ein Ort, gedankliche Vorgänge malerisch-bildnerisch zu platzieren und auch integraler Bestandteil des gesellschaftlichen Diskurses der Gegenwart, an dem diese sich beteiligen muss, wenn sie nicht zur reinen Dekoration verkommen will. „Diese ganze selbstreferenzielle Malerei oder Kunst, die sich heute meistenteils in eine nette, harmlose und dekorative Entbehrlichkeit verabschiedet hat, ist ein einziger opportunistischer Reflex. Sie ist sparkassen-/regierungs- und bürogebäudekompatibel, sie langweilt nur noch und desavouiert zugleich ihre geistigen Väter und Mütter.“
Heribert C. Ottersbach fordert, dass die Malerei noch viel stärker digitale Bildwelten würdigen und vor allem verwerten und nutzen soll, und dies mit allen ihr aus der Geschichte der Malerei zur Verfügung stehenden Mitteln. Die Malerei sollte auch ästhetische Resultate und die malerische Kompetenz der gesamten Malereigeschichte wieder aufgreifen.
Ottersbach malt gescheiterte Träume, Idyllen, die im Moment der Bild-Entstehung aufhören, Idylle zu sein. Seine Motive scheinen in ein irreales Licht getaucht, erinnern an Negative oder an Momentaufnahmen einer sich langsam ausblendenden Erinnerung.
Seit Mitte der 1980er Jahre wurden Ottersbachs Werke in über 100 internationalen und nationalen Einzel- und Gruppenausstellungen gezeigt. 2007 erhielt er den Wilhelm-Loth Kunstpreis der Stadt Darmstadt.
Heribert Ottersbach ist Mitglied im Deutschen Künstlerbund.

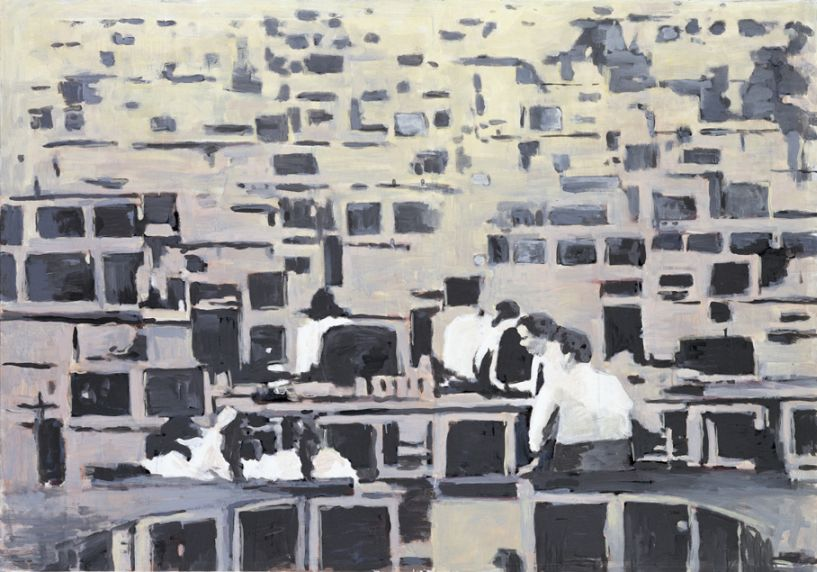
Pixelpark 2002
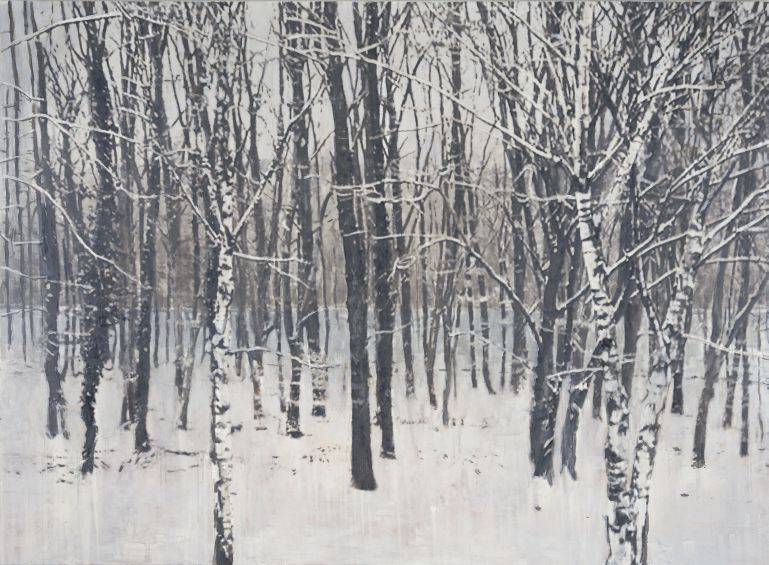
Großer Waldspaziergang 2006
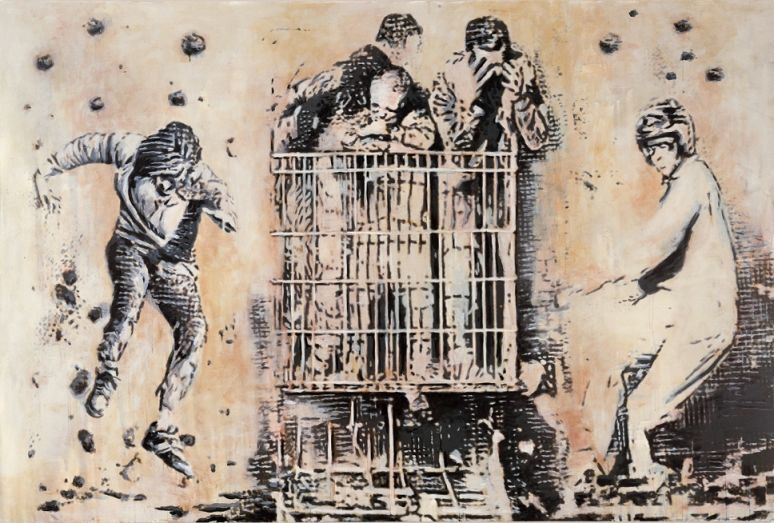
Glücksucher 2005
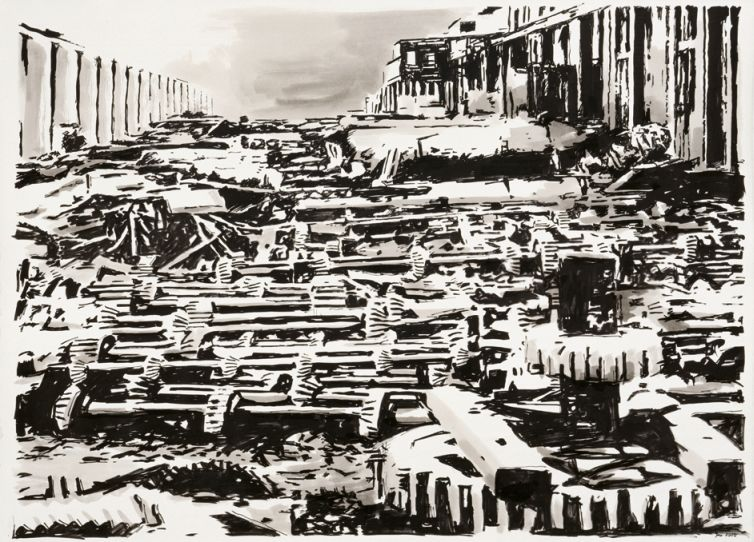
Erziehung zur Abstraktion 2006

## Zitate
Ottersbach über die Malerei:
„Begriffe wie Ornament, Virtuosität, Meisterschaft und auch das erzählerische Moment sollten wieder an Bord geholt werden. Ebenso sollten wir uns an die Resultate der vormodernen Malerei im 18. und 19. Jahrhundert erinnern. Zu nennen sind hier Delacroix, Constable, Turner und andere. … Denn es zählt das Resultat, das gemachte Bild, und nicht die Absicht, sei sie noch so ehrenhaft!“
Ottersbach über seine Bilder:
„Ich selbst bewege mich mit vielen meiner Bilder und Bildgenerierungen exakt in jenem Bereich der Wahrnehmung, wo Erinnerung und Déjà-vu mit dem Sichtbaren sich überschneiden, beiläufig nur, wie von ungefähr, zufällig. Viele dieser Personen, Räume, Gebäude, Situationen, die auf meinen Bildern auszumachen sind, kommen einem irgendwie bekannt vor. Aber: Es sind lediglich Projektionen – mediatisierte Bilder. Sie ähneln vielleicht Wahrnehmungsmustern und Schemata, sie ähneln erinnerten Bildern, aber nicht sich selbst.“

## Ausstellungen (Auswahl)
- 1998 – Wallraf-Richartz-Museum, "Lieblingsort: Köln", Köln

- 1999 – Kunstmuseum, Düsseldorf

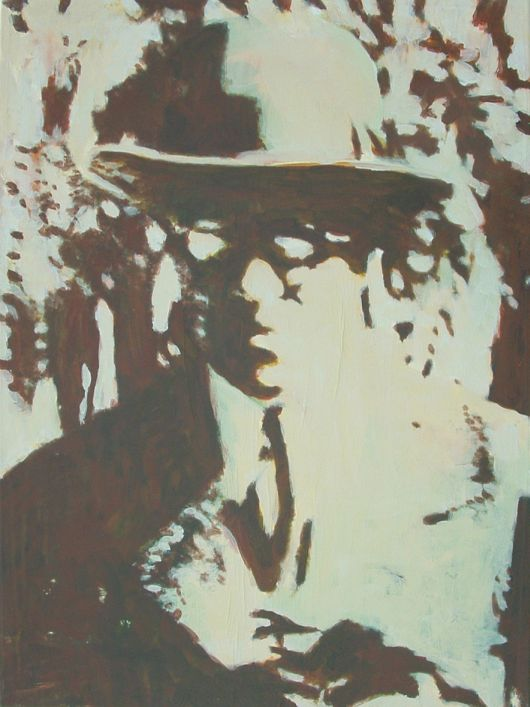
Pessoa 2006

- 2000 – Senate House, University Art Gallery, Liverpool
- 2002 – Mannheimer Kunstverein, Mannheim
- 2003 – Haim Chanin Fine Arts, New York
- 2003 – Museum Folkwang, "Echtzeit 6869", Essen
- 2005 – Museum Frieder Burda, "Bilderwechsel", Baden-Baden
- 2006 – College Museum of Art, Williamstown (USA)
- 2006 – Museum Frieder Burda "Nouvelle Peinture", Baden-Baden
- 2006 – Beck & Eggeling new quarters, Düsseldorf
- 2007 – Kunsthalle Tübingen, "In Erwartung der Ereignisse" (Retrospektive), Tübingen
- 2008 – Institut Mathildenhöhe, "Erziehung zur Abstraktion", Darmstadt
- 2008/2009 – Museum Villa Stuck, "Hälfte des Lebens", München
- 2008/2009 – Hamburger Kunsthalle, "Arkadia Block", Hamburg

## Öffentliche Sammlungen (Auswahl)
- Museum Ludwig, Köln
- Rheinisches Landesmuseum, Bonn

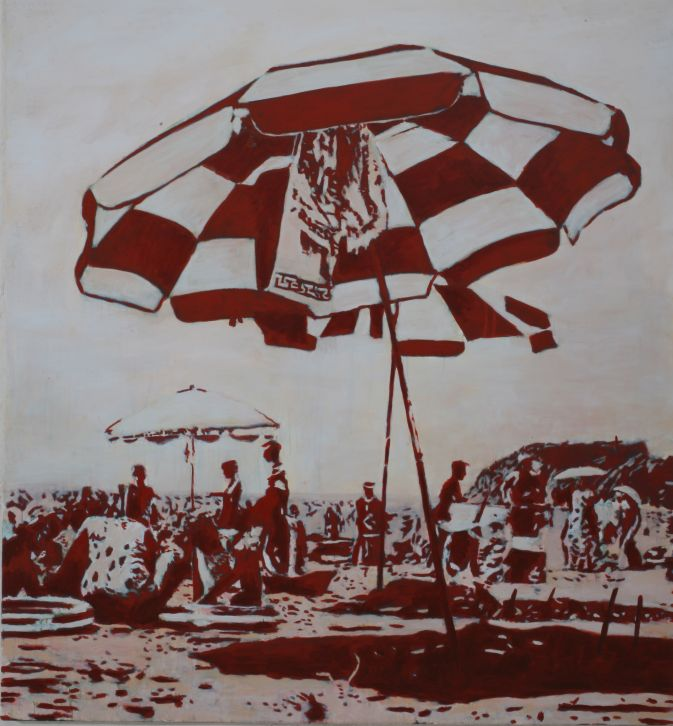
Der Ausflug 2008

- Städtisches Museum für moderne Kunst, Schloss Morsbroich, Leverkusen
- Städtisches Museum, Mülheim a.d. Ruhr
- Städtische Galerie, Museum Regensburg
- Museum of Modern Art, New York
- The Jewish Museum, New York
- National Gallery of Art, Washington
- National Gallery of Australia, Canberra